# Separate Lives
«Separate Lives» es una canción grabada en 1985 por Phil Collins y Marilyn Martin y usada en la banda sonora de la película White Nights. Fue escrita por Stephen Bishop en el año 1984, tras su ruptura con la Actriz Karen Allen. 
Alcanzó el número 1 en el ranking del Billboard Hot 100 y el número 4 en el del UK Singles Chart. También logró llegar al primer lugar del Hot Adult Contemporary Tracks y permanecer allí durante tres semanas en los Estados Unidos.
El compositor, Stephen Bishop, obtuvo una nominación al Oscar como Mejor Canción Original, pero perdió ante Lionel Richie y la canción Say You, Say Me, que aparece en la banda sonora de la misma película.

## Aclaración
- Esta obra contiene una traducción  derivada de «Separate Lives» de Wikipedia en inglés, concretamente de esta versión, publicada por sus editores bajo la Licencia de documentación libre de GNU y la Licencia Creative Commons Atribución-CompartirIgual 4.0 Internacional.

- Datos: Q940558